# Alfredo Femat Bañuelos
Alfredo Femat Bañuelos (12 de enero de 1961) es un académico y político mexicano, miembro del Partido del Trabajo. Ha sido rector de la Universidad Autónoma de Zacatecas y diputado federal para el periodo de 2018 a 2021 y 2021 a 2024.

## Reseña biográfica
Alfredo Femat Bañuelos es licenciado y maestro en economía, egresado de la Universidad Autónoma de Zacatecas Francisco García Salinas, instititución de la que se desempeñó como docente desde 1981, año desde el que también fue miembro del Sindicato del Personal Académico de la Universidad Autónoma de Zacatecas.
De 1992 a 2000 fue director de la Preparatoria 4 de la UAZ, de la que también fue fundador, de 2000 a 2004 fue secretario general y de 2004 a 2008 fue rector de la Universidad Autónoma de Zacatecas.
Militante y dirigente del Partido del Trabajo en Zacatecas, de 2009 a 2018 fue miembro de la comisión ejectiva nacional del PT y de 2013 a 2016 fue elegido diputado a la LXI Legislatura del Congreso de Zacatecas y en la que fue presidente de la comisión de Asuntos Electorales; secretario de las comisiones de Agua y Saneamiento; Ciencia , Tecnología e Innovación; Régimen Interno y Concertación Política; Vigilancia; Presupuesto y Cuenta Pública; Cultura, Editorial y Difusión y además, vocal de la comisión Permanente.
En 2018 fue postulado candidato a diputado federal por el Distrito 3 de Zacatecas por la coalición Juntos Haremos Historia. Resultó elegido aa la LXIV Legislatura en donde integra la bancada del PT. Fue además presidente de la comisión de Relaciones Exteriores; secretario de la comisión de Educación; e integrante de la comisión de Deporte.
En 2024 obtuvo su diputación por representación proporcional en el Congreso del Estado de Zacatecas para el periodo de la LXV Legislatura luego de que Claudia Sheinbaum le pidiera renunciar a la candidatura a Diputado Federal (lo cual Femat acertó por voluntad propia) para cederle la contienda a Ulises Mejía Haro. Posteriormente, fue colocado en el primer lugar de la lista de candidatos plurinominales del Partido del Trabajo (PT) por acuerdo de la dirigencia nacional del partido, lo que le permitió asumir el cargo en la legislatura local y representar al PT en el Congreso Estatal.